# تازليدة (آيت تيغديون)
تازليدة هو دُوَّار يقع بجماعة زرقطن، إقليم الحوز، جهة مراكش آسفي في المملكة المغربية. ينتمي الدوّار لمشيخة آيت تيغديون التي تضم دوار واحد. يقدر عدد سكانه بـ 1752 نسمة حسب الإحصاء الرسمي للسكان والسكنى لسنة 2004.

## روابط خارجية
- البوابة الوطنية للجماعات الترابية نسخة محفوظة 12 مارس 2018 على موقع واي باك مشين.
- المندوبية السامية للتخطيط